# 宇佐美定行

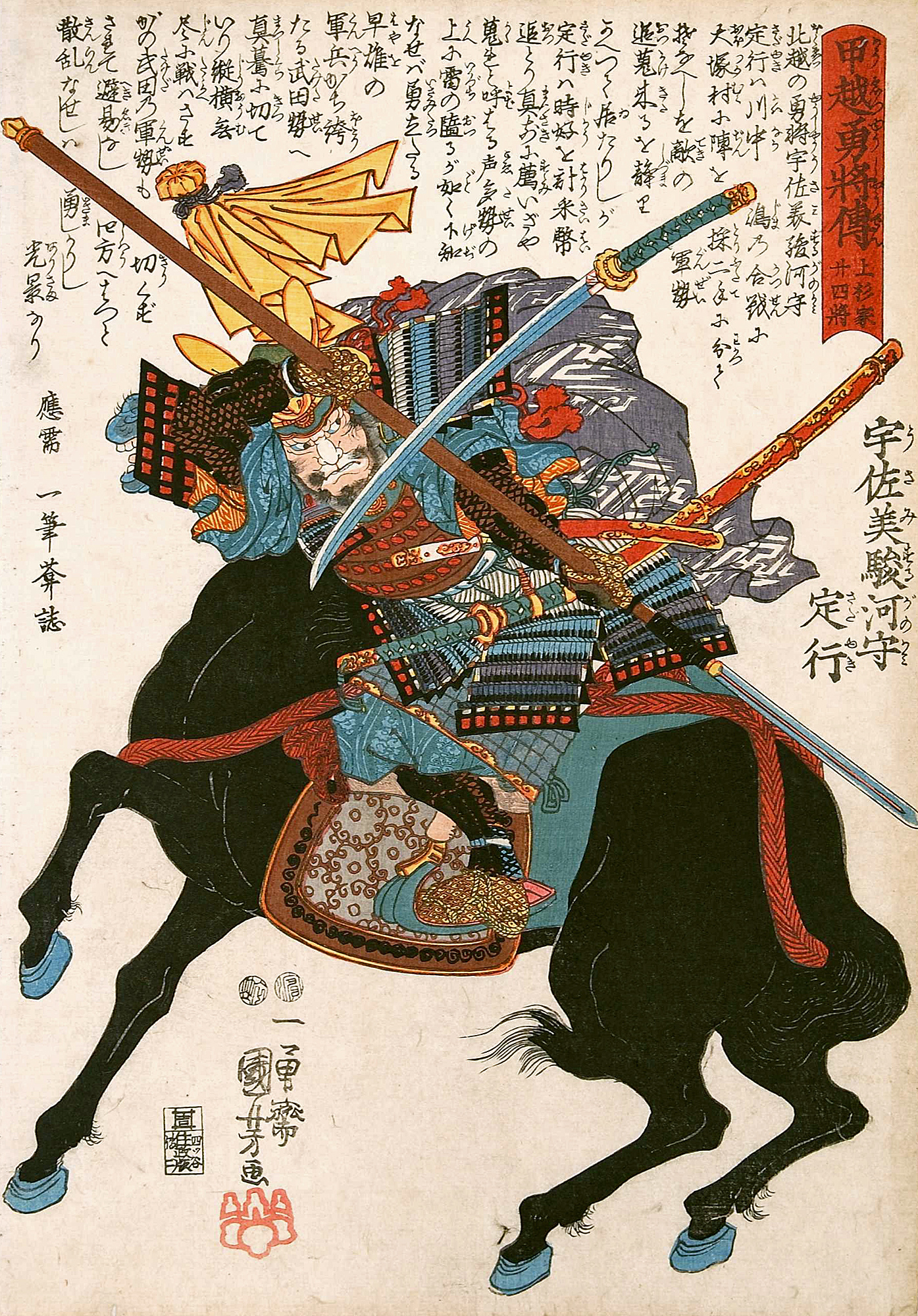
甲越勇将伝・上杉家廿四将：宇佐美駿河守定行（歌川国芳作）

宇佐美 定行（うさみ さだゆき）は軍記物等に上杉謙信の軍師として登場する宇佐美定満をモデルとする架空の人物。

## 宇佐美定行
(本節の記述は主に高橋修の研究成果に拠る)

### 定行の事跡
『北越軍記』やその派生本等によると、琵琶島城城主・宇佐美定行は、兄長尾晴景から命を狙われ栃尾城へ逃げ込んだ上杉謙信（当時は長尾景虎）に招かれて彼の軍師となり、敵対を躊躇する謙信を説得して兄への挙兵を決意させる。米山合戦における定行の活躍などもあって晴景は敗死し、天文17年（1548年）謙信は上杉家当主の座につく。天文23年（1554年）8月の川中島合戦では謙信の窮地を救う活躍した。その後、謙信に従って関東に出兵して、永禄5年（1562年）、厩橋城を北条氏邦の攻撃から守り切るも、嫡男定勝を失う。そして永禄7年（1564年）定行は謙信への叛意を抱く長尾政景を暗殺するため政景を野尻湖(一説には坂戸城近くの野尻池とも)へ舟遊びに誘い、舟底の栓を抜いたうえで、政景もろとも湖底に沈んだとされる。定行は謙信宛ての遺書を残しており、そこには上田長尾側からの遺恨を抑えるため宇佐美家を取り潰し、兄の死によって嫡男となった勝行を追放するようにと認めてあった、としている。また『北越軍記』や宇佐美家に伝えられた系譜類によると、上杉家を追放された勝行はその後、三好秀次（豊臣秀次）の家臣・渡瀬左衛門大夫、さらに仙石秀久・黒田孝高・蒲生氏郷・小西行長らの許を転々とし、最後は旧家復帰の望みを賭けて関ヶ原の戦いで上杉家の陣に加わるが、敗戦により叶わず、越後で没したとしている。
しかし、これら定行・勝行の事跡や定勝の存在は一次史料からは確認されない。『北越軍記』は永正4年に孝忠が病死したのち定行が宇佐美家を継いだとするが、前述の通り定満の父に比定される房忠が永正11年までは生存しており、矛盾が生じている。また『北越軍記』は定行が永禄5年（1562年）に定満へ改名したとするが、天文18年（1549年）時点で定満の名が確認出来る史料が存在しており、永禄5年改名説は根拠が薄い。さらに長尾晴景の没年は天文22年（1553年）であり、謙信と争って敗死したという事実は無い。

### 「軍師宇佐美定行」の創出
定行の活躍を伝える『北越軍記』の作者は、紀州藩初代藩主徳川頼宣に仕え、越後流軍学を講じた軍学者宇佐美定祐と考えられる。そして定祐の父・宇佐美造酒助勝興は、宇佐美家に伝わる系譜類によれば、定行の孫つまり勝行の子とされる人物である。勝興は駿河を経て、尾張藩主徳川義直に仕官したが、喧嘩の仲裁結果が義直の意に沿わなかったため尾張を出た。その後、水戸藩主徳川頼房に400石で召し抱えられたが、讒言によって水戸を去り、徳川頼宣の許に至ったと系譜類は伝える。
一方、小幡景憲門下の軍学者小早川能久の記した『翁物語後集』によると、宇佐美三木之助（造酒助勝興）は稲垣重綱に仕えた料理人の子であり、のちに重綱の右筆となって、当時編集作業中であった『甲陽軍鑑』の筆写を任されるが、無断で作成した副本を持ち出して出奔。駿河を経て、徳川義直の許にいたが、足軽の女房に手を出したのを咎められて尾張を逃げ出し、その後、水戸を立ち退いてからは行方知れずになった、とする。水戸を去った経緯については、頼房への仕官の話を聞きつけた上杉景勝が旧臣の家系を抱えることを望み、確認のためかつて謙信に仕えていた畠山義春に問い合わせたところ、定満は子を残さず没したことが判明。まとまりかけていた仕官の話は立ち消えとなり、勝興は紀州へと去った、とする記録もある。また、代々宇佐美家には、定行あるいは勝行の数々の軍功に対して出された上杉謙信・豊臣秀吉・小早川隆景ら著名な大名による感状が伝えられてきたが、これら書状群は偽文書の可能性が高い。
これらの点から、宇佐美家とは血縁の無い勝興・定祐の父子は、系譜・書状の偽作や『北越軍記』等の軍記物の執筆によって、名軍師宇佐美定行を創出するとともに、その定行を祖とする越後流軍学を引き継ぐ宇佐美家の子孫という由緒を手に入れ、紀州藩お抱えの軍学者になったと推測される。

## 関連作品
小説
- 堀和久『宇佐美良勝』(文春文庫･『戦国の軍師たち』収録)

映画
- 『天と地と』（映画、1990年、演：宇佐美定行役 - 渡瀬恒彦）

テレビドラマ
- 『天と地と』（大河ドラマ、1969年、演：宇佐美定行役 - 宇野重吉）
- 『武田信玄』（大河ドラマ、1988年、演：宇佐美定行役 - 沼崎悠）
- 『風林火山』（大河ドラマ、2007年、演：緒形拳）
- 『天と地と』（テレビ朝日、2008年1月6日、演：宇佐美定行役 - 渡瀬恒彦）
- 『天地人』（大河ドラマ、2009年、演：真木仁）